# Пливање на Летњим олимпијским играма 2016 — 800 метара слободно за жене
Пливачке трке у дисциплини 800 метара слободно за жене на Летњим олимпијским играма 2016. одржане су шестог и седмог дана пливачких такмичења, 11. и 12. августа у Олимпијском базену у Рио де Жанеиру. 
Учестовало је укупно 30 такмичарки из 21 земље, а само такмичење се одвијало у два дела. Квалификације су одржане у подневном делу програма 11. августа, док је финале одржано дан касније у вечерњем делу програма. 
Златну медаљу освојила је репрезентативка Сједињених Држава Кејти Ледеки која је финалну трку испливала у времену новог светског рекорда који сада износи 8:04.79 минута. Ледеки је пре тога убедљиво славила и у полуфиналу где је поставила нови олимпијски рекорд. Сребро је припало Британки Џазмин Карлин која је за победницом заостала нешто мање од 12 секунди, испливавши време од 8:16.17 минута, док је бронзану медаљу освојила Богларка Капаш из Мађарске са временом од 8:16.37 минута.

## Освајачи медаља
|                    | Резултат |                     | Резултат |                      | Резултат |
|                    |          |                     |          |                      |          |
| Кејти Ледеки (USA) | 8:04.79  | Џазмин Карлин (GBR) | 8:16.17  | Богларка Капаш (HUN) | 8:16.37  |

## Рекорди
Уочи почетка трка у овој дисциплини важили су следећи светски и олимпијски рекорди:
| Светски рекорд    | Кејти Ледеки     | 8:06.68 | Остин, САД   | 17. јануар 2016. |
| Олимпијски рекорд | Ребека Адлингтон | 8:14.10 | Пекинг, Кина | 16. август 2008. |

Током такмичења постављени су следећи светски и олимпијски рекорди у овој дисциплини:
| 11. август | Квалификације 4 | Кејти Ледеки | Сједињене Америчке Државе | 8:12.86 | ОР     |
| 12. август | Финале          | Кејти Ледеки | Сједињене Америчке Државе | 8:04.79 | СР, ОР |

## Квалификације
У квалфикацијама које су пливане 11. августа пливало се у четири квалификационе групе, а 8 такмичарки са најбољим временима остварило је директам пласман у финале. 
| Плас. | Трка | Стаза | Пливачица               | Држава                    | Време   | Нап.   |
| ----- | ---- | ----- | ----------------------- | ------------------------- | ------- | ------ |
| 1.    | 4    | 4     | Кејти Ледеки            | Сједињене Америчке Државе | 8:12.86 | КВ, ОР |
| 2.    | 4    | 6     | Богларка Капаш          | Мађарска                  | 8:19.43 | КВ, НР |
| 3.    | 4    | 5     | Џазмин Карлин           | Уједињено Краљевство      | 8:19.67 | КВ     |
| 4.    | 4    | 3     | Лија Смит               | Сједињене Америчке Државе | 8:21.43 | КВ     |
| 5.    | 3    | 3     | Лоте Фрис               | Данска                    | 8:22.54 | КВ     |
| 6.    | 3    | 5     | Џесика Ашвуд            | Аустралија                | 8:22.57 | КВ     |
| 7.    | 4    | 2     | Сара Келер              | Немачка                   | 8:24.65 | КВ     |
| 8.    | 2    | 4     | Миреја Белмонте Гарсија | Шпанија                   | 8:25.55 | КВ     |
| 9.    | 3    | 4     | Лорин Бојл              | Нови Зеланд               | 8:25.84 |        |
| 10.   | 3    | 6     | Британи Маклин          | Канада                    | 8:26.43 |        |
| 11.   | 4    | 8     | Хоу Јавен               | Кина                      | 8:30.59 |        |
| 12.   | 2    | 2     | Андреина Пинто          | Венецуела                 | 8:30.92 |        |
| 13.   | 4    | 1     | Тјаша Одер              | Словенија                 | 8:33.14 |        |
| 14.   | 1    | 5     | Ева Ристов              | Мађарска                  | 8:33.36 |        |
| 15.   | 2    | 6     | Камила Хатерсли         | Уједињено Краљевство      | 8:33.65 |        |
| 16.   | 2    | 7     | Ема Робинсон            | Нови Зеланд               | 8:33.73 |        |
| 17.   | 2    | 3     | Кристел Кобрич          | Чиле                      | 8:34.34 |        |
| 18.   | 3    | 2     | Џанг Јухан              | Кина                      | 8:35.32 |        |
| 19.   | 3    | 1     | Марија Вилас Видал      | Шпанија                   | 8:36.43 |        |
| 20.   | 3    | 8     | Тамсин Кук              | Аустралија                | 8:36.62 |        |
| 21.   | 1    | 2     | Јулија Хаслер           | Лихтенштајн               | 8:38.19 |        |
| 22.   | 1    | 4     | Валерије Груест         | Гватемала                 | 8:39.80 | НР     |
| 23.   | 2    | 8     | Џоана Еванс             | Бахаме                    | 8:42.93 |        |
| 24.   | 1    | 6     | Тамила Холуб            | Португалија               | 8:45.36 |        |
| 25.   | 2    | 5     | Леони Бек               | Немачка                   | 8:47.47 |        |
| 26.   | 1    | 3     | Арина Опењишева         | Русија                    | 8:48.89 |        |
| 27.   | 1    | 7     | Талита Те Флан          | Обала Слоноваче           | 9:07.21 | НР     |
| 28.   | 3    | 7     | Ања Клинар              | Словенија                 | НН      |        |
| 29.   | 2    | 1     | Мартина Де Меме         | Италија                   | НН      |        |
| 30.   | 4    | 7     | Шарон ван Раувендал     | Холандија                 | НН      |        |

## Финале
| Плас. | Стаза | Пливачица               | Држава                    | Време   | Нап. |
| ----- | ----- | ----------------------- | ------------------------- | ------- | ---- |
|       | 4     | Кејти Ледеки            | Сједињене Америчке Државе | 8:04.79 | СР   |
|       | 3     | Џазмин Карлин           | Уједињено Краљевство      | 8:16.17 |      |
|       | 5     | Богларка Капаш          | Мађарска                  | 8:16.37 | НР   |
| 4.    | 8     | Миреја Белмонте Гарсија | Шпанија                   | 8:18.55 | НР   |
| 5.    | 7     | Џесика Ашвуд            | Аустралија                | 8:20.32 |      |
| 6.    | 6     | Лија Смит               | Сједињене Америчке Државе | 8:20.95 |      |
| 7.    | 2     | Лоте Фрис               | Данска                    | 8:24.50 |      |
| 8.    | 1     | Сара Келер              | Немачка                   | 8:27.75 |      |